# Иттар, Стефано

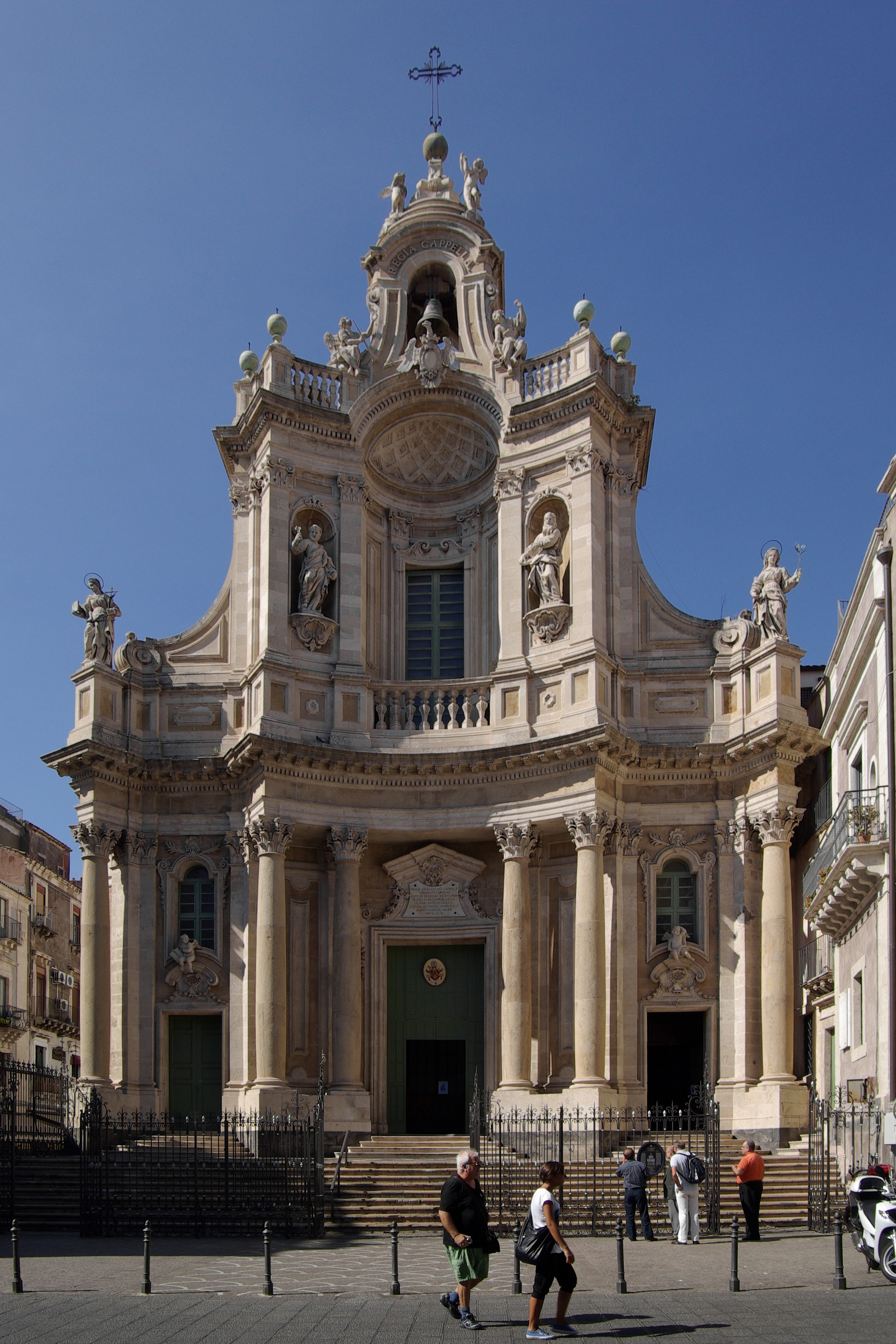
Фасад коллегиальной церкви в Катании, разработанный Стефано Иттаром в 1768 году

Стефано Иттар (итал. Stefano Ittar; 1724, Овруч, Речь Посполитая — 1790, Валлетта, Мальта) — итальянский архитектор, яркий представитель сицилийского барокко.
Родился в 1724 году в городе Овруч, входившем тогда в состав Королевства Польского, куда его семья вынуждена была эмигрировать из-за гонений на родине. Ещё в юношеском возрасте Иттар переехал жить в Рим, где под патронажем кардинала Алессандро Альбани обучался архитектуре, был сильно впечатлён творчеством римского архитектора Франческо Борромини. Окончив обучение, уехал на стажировку в Испанию и жил там до 1765 года.
Вернувшись из Испании, Иттар обосновался в городе Катания, сильно пострадавшем в ходе землетрясения 1693 года — вместе с архитектором Джованни Баттистой Ваккарини ему было поручено заниматься восстановлением разрушенных строений. Разработанный ими план предусматривал такое расположение улиц и резервированных свободных площадей, что при будущих извержениях вулкана оставались бы достаточные пути для эвакуации населения. Ещё до землетрясения основным стилем города был барокко, поэтому реставраторы так же придерживались этого стиля. Здесь Иттар познакомился с влиятельным и богатым принцем Игнацио Патерно, для которого впоследствии выполнил множество заказов.
К 1767 году Иттар получил достаточную известность для работы в одиночку и принялся воплощать в жизнь свои новаторские идеи. В частности, его визитной карточкой стали особым образом изогнутые фасады, впервые он применил эту технику в церкви Сан-Мартино, а затем для коллегиальной церкви Катании создал фасад, ставший одним из главных его шедевров. Это здание, спроектированное архитектором Антонио Амато в стиле типичного сицилийского барокко, благодаря необычному дизайну Иттара получило превосходное сочетание света и тени. Позже архитектор разрабатывал внешний вид церкви Сан-Плачидо, фасад которой украсил увенчанной скульптурами колокольней.
Некоторое время Иттар сотрудничал с Франческо Батальей (позже женившись на его дочери Розарии), совместно они спроектировали несколько эклектичных жилых зданий, а также огромный монастырь Монтекассино, являвшийся тогда крупнейшим в Европе. Иттар отвечал за создание купола монастырской церкви, который возводился в течение пятнадцати лет (1768—1783), и за дизайн внутреннего двора. К 1783 году архитектор был уже одним из самых уважаемых людей города, по просьбе губернатора им был разработан общий план городской застройки, который впоследствии размножился на множество копий и даже был увековечен в гравюре.
После завершения работы над монастырём Иттара пригласили на Мальту участвовать в строительстве библиотеки для Мальтийского ордена, и он вместе со всей семьёй переехал жить в Валлетту. Здание планировалось выполнить в классическом стиле с традиционными для местности колоннами, арками, окнами и фронтонами, библиотека получилась похожей на гигантских размеров дворец, однако полностью была завершена только спустя пять лет после смерти Иттара.
В те времена было объявлено, что архитектор покончил жизнь самоубийством, потому что допустил в проекте серьёзные ошибки, которые не поддавались исправлению. Тем не менее, позже при изучении сохранившихся чертежей и записей исследователи никаких ошибок обнаружить не смогли. Также было установлено, что для умирающего провели обряд соборования, таинство, невозможное для самоубийцы. Иттар оставил после себя двоих сыновей, Энрико и Себастьяно, тоже ставших архитекторами.